# Ter Bescherming van de Jeugd
Ter Bescherming van de Jeugd of TBJ is een Vlaamse cabaretgroep, met als kernleden Dries Heyneman en Tim Goditiabois. Hun voorstellingen bestaan uit korte verhalende stukjes in een overkoepelende verhaallijn. De scènes  worden vaak muzikaal begeleid door de acteurs zelf, of gaan over in een luisterlied.
Op 16 februari 2008 won TBJ het Leids Cabaret Festival
"Ter Bescherming van de Jeugd" is genoemd naar een oud wetsartikel over cafébezoek door minderjarigen.

## Geschiedenis

### Beginjaren
"Ter Bescherming van de Jeugd" werd opgericht in 2000 door Dries Heyneman en Tim Goditiabois, die samen psychologie studeerden aan de Universiteit Gent. Ze speelden experimentele humoristische sketches in cafés en jeugdhuizen. Als grootste invloed noemen zij Kommil Foo.
In 2001 kwam Robin Stevens bij de groep. Zijn belangrijkste functie is die van pianist/componist, maar waar mogelijk participeert hij ook in het spel. Ze schreven in datzelfde jaar hun eerste avondvullende voorstelling Wolken zijn soms Mist die in de Vlaamse comedywereld als zeer veelbelovend werd onthaald.
Als drietal nam "TBJ" in 2002 deel aan het cabaretfestival Cameretten, waar ze de halve finale haalden.

### Cabaret Rauw Vlees
Na Cameretten liep het mis binnen TBJ. Goditiabois verliet de groep en Heyneman en Stevens richtten samen met Filip Haeyaert en actrice Veerle Luts de groep Cabaret Rauw Vlees op. Hiermee schreven zij de voorstelling Liefde en Lust waarmee ze twee jaar lang door Vlaanderen toerden. Liefde en Lust bevatte fragmenten uit de repertoires van TBJ en van Haeyaert, die door middel van nieuw materiaal aan elkaar werden geschreven tot een sluitend geheel.
In 2005 verliet Veerle Luts de groep. Intussen waren de groepsleden opnieuw in contact gekomen met mede-stichter Tim Goditiabois. Hij kwam bij Cabaret Rauw Vlees, dat nu bestond uit de originele TBJ-leden en Filip Haeyaert. In 2006 werd de groep dan ook opnieuw omgedoopt naar "Ter Bescherming van de Jeugd".

### Terug naar de Roots
Niet veel later, half 2006, besluiten Tim Goditiabois en Dries Heyneman om terug als duo naar voor te treden, in nauwe samenwerking met regisseur Han Coucke. Ze worden geselecteerd voor de finaleronde van het Humorologie-festival in Marke.
In mei 2007 winnen ze als duo het Cabaretske-festival in Eindhoven, waar ze zowel de jury- als de publieksprijs toegekend krijgen.
In februari 2008 winnen ze de jury-en publieksprijs van het Leids Cabaret Festival en het Utrechts Cabaret Festival.

### Voorstellingen
- 2008-2009 Het beste van...
- 2009/2011 California